# 生物地球化学的循環
生物地球化学的循環（せいぶつちきゅうかがくてきじゅんかん、英: Biogeochemical cycle）は、生物地球化学において、地球上の物質が生物および無生物の間を移動し、循環していることを指す用語。単一の大きな循環経路があるという意味ではなく、長い時間スケールで見たとき、地球上の各物質が様々なルートで循環し、再利用されているということを総称して表す言葉である。全体として物質は再利用されるが、循環経路の途中には物質が長時間に渡って蓄積される場合もある。

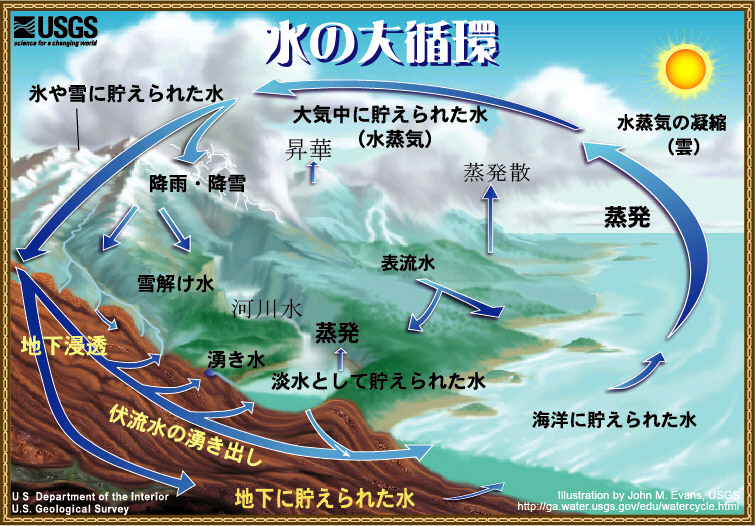
水循環のモデル図

地球上のすべての元素およびそれらから構成される個々の分子、鉱物、化学物質は生物地球化学的循環の一部である。生体を構成する物質（生体物質）も、この大きな循環経路の一部をなしている。循環経路には、生物的なもの（生物圏）とともに、水（水圏）や陸（岩石圏）、大気（大気圏）といった無生物的なものが含まれる。
地球上の物質量は厳密には一定ではない。絶え間なく隕石や宇宙塵として少量の物質が地球外から集積し続けており、一方、大気中からは水素とヘリウムが宇宙空間に放出され続けている。合計では地球の質量はわずかながら減少し続けている。しかしこれは地球の総質量からすればごく微量であり、生物地球化学の議論で考慮されることは基本的にはない。したがって、地球上の物質は実質的には閉鎖系を構成しており、長い目で見ればすべて循環することとなる。
対して、エネルギーは太陽光の形で外部から随時地球に供給されており、一方、地球からは熱輻射などによってエネルギーが絶えず宇宙空間へ放出されている（地球のエネルギー収支の記事を参照）。地球のエネルギー収支は基本的にはゼロで、平衡状態を保っている。ただし、その平衡位置が短期的・長期的にずれることはしばしば起こっており、その原因としては太陽側の変動（例えば太陽の11年活動周期）および地球側の変動（例えば極域の氷床の崩壊、温室効果ガスの増加）がある。
現在の地球についてだけでなく、過去から現在に至るまでの地球上の物質循環の進化、およびその知見に基づく未来の予測も考察対象である。

## 構成領域
生物地球化学では地球を大きく5つの領域（圏）に分けて考える。
- 生物圏
- 水圏
- 土壌圏
- 大気圏
- 岩石圏（リソスフェア）

ただし、土壌圏は生物圏または岩石圏に含められる場合も多い。生物地球化学的循環は、各圏内での物質の移動・蓄積、および各圏間の物質の移動からなる。

## 物質の交換速度
ある化学物質が1つの場所に保持される期間は滞留時間（residence time）で表現され、長期間にわたり保持される場合から短時間のうちに交換される場合まで幅広い。例えば石炭鉱床は炭素を億年単位で貯蔵しており、このように長期的に滞留する場所はリザーバー（reservoir）と呼ばれる。これに対して比較的短期間しか滞留しないような場所は交換プール（exchange pools）と呼ばれる。一般にリザーバーは非生物的な要素で、対して交換プールは生物的要素で構成される。動物や植物などの生物は交換プールの例であり、生物は炭素や他の元素を利用して各種生体物質（タンパク質や脂質など）を合成する。生体物質は、生体内で代謝により様々に（化学物質としての）形を変えつつ、最終的には周囲の環境中に再び放出される。生体物質を構成していた各元素が生体内に留まっている期間は、石炭鉱床と比較するとはるかに短い。

## モデル化
物質循環のモデル化には、通常ボックス・モデル（box model）が用いられる。ボックスは物質のリザーバーを表し、大気圏、生物圏、海洋、上部マントル、海洋性地殻など様々な場合がありうる。各ボックスの間は物質の流れ（flux）を表す矢印で結ばれる。ボックス内の物質の分布は均一であると仮定する。最も単純な１ボックスモデルは1個のボックスと2本の矢印で構成され、ボックスに流れこむ矢印は供給（source）、ボックスから流れ出す矢印は放出（sink）を表す。
ボックス・モデルに従えば、ある物質の生物地球化学的循環は、相互に結ばれたリザーバーの集合として表される。ある時刻における循環の様子は、各リザーバーのサイズ（molまたはkg）および流束のサイズ（単位時間あたりの物質の移動量、mol y-1またはkg y-1）で表される。

## 主要な循環
物質循環は、個々の元素や化学物質ごとに研究される。例として、
- 炭素循環
- 窒素循環
- 水素循環
- 酸素循環
- 硫黄循環
- リン循環
- 水循環

がある。ここに挙げた元素はすべて生体の構成元素として、生物にとって極めて重要な役割を担っている。